# Hyalobagrus leiacanthus
Hyalobagrus leiacanthus este o specie de pește din familia Bagridae din ordinul Siluriformes.

## Morfologie
•  Masculii pot atinge 3,7 cm lungime totală.
- Numărul de vertebre: 36-38.[1][2]

## Habitat
Este un pește de apă dulce și de climă tropicală.

## Distribuție geografică
Se găsește în Asia: în bazinele hidrologice ale râurilor Kapuas și Barita (Borneo, Indonezia).